# Исаклы
Исаклы (чув. Исаклă) — село в Исаклинском районе Самарской области, административный центр сельского поселения Исаклы.

## Этимология
Название поселения Исаклы происходит от реки Исакла. Гидроним же вероятно является искажённой формой татарского Ускалы, где усак — «осина».

## География
Расположено в северо-восточной части области, на правом берегу реки Сок в 130-140 км от города Самара, на реке Исаклинка.
Проезд в районный центр Исаклы осуществляется с федеральной автодороги М5 — «Урал», между 1144 км и 1145 км. Протяжённость автодороги до районного центра составляет 14 км.

## История
В селе Исаклы поселенцы разных национальностей жили в добром соседстве друг с другом. Но нередкими были споры по поводу земли.
Споры прекратились в 1795 году, когда владельцем села стал капитан артиллерии князь Александр Петрович Дадиан, который принадлежал к одной из ветвей старинного мингрельского княжеского рода. С 1801 года владельцем Исаклов стал бригадир Дурасов, Николай Алексеевич.
С середины XIX века Исаклы со многими деревнями принадлежали братьям Шелашниковым, род которых был занесен в Самарскую дворянскую родословную книгу в 1853 году. Шелашниковы пользовались авторитетом среди самарских дворян. Первым губернским предводителем дворянства, вновь образованной в 1851 году, Самарской губернии был избран Степан Петрович Шелашников (род. 1812), а его племянник Александр Николаевич Шелашников, постоянно проживавший в Исаклах, был избран на эту должность в январе 1916 года и стал последним Самарским губернским предводителем дворянства и председателем Самарского губернского земского собрания. В 1911 году Александр Николаевич основал и возглавил Исаклинский пожарный отряд.
Село Исаклы в конце XIX века являлось крупным селом. Здесь проживало 1 700 человек. В селе была церковь, 3 школы: церковно-приходская, 2-классная мужская, земская, 2 водяные мельницы, земская станция, больница, библиотека, сельскохозяйственное общество кредитных товаров. Около села находилось довольно много дворянских усадеб, хуторов и лесных сторожек: графа Голенищева-Кутузова и дворян Городецких, Оболенских, Осоргиных. Особенно много сторожек принадлежало графу Голенищеву-Кутузову.
В начале XX века в Исаклах проживало 1483 человека, имелось 249 дворов, церковь, 2 школы. Ярмарка проводилась 15 июня. Работали лавки с мануфактурой и продуктовые. Содержание и перевозку почтовых грузов по дороге «Сергиевск—Исаклы» обеспечивал двор Шелашниковых, бесплатно и в течение года.
В селе родился Герой Советского Союза Иван Зиненко.

## Здравоохранение
В селе находится Исаклинская центральная районная больница.

## Население
| 1959 | 1970  | 1979  | 1989  | 2002  | 2010  | 2021  |
| ---- | ----- | ----- | ----- | ----- | ----- | ----- |
| 3430 | ↘3339 | ↗4029 | ↗4632 | ↘4451 | ↘4334 | ↗4360 |

| Народ   | 2011   |
| ------- | ------ |
| Чуваши  | 42,6 % |
| Русские | 31,5 % |
| Мордва  | 21 %   |
| Татары  | 1,7 %  |
| Другие  | 3,2 %  |